# Gordon Bradley
Gordon Bradley (ur. 23 listopada 1933 w Sunderlandzie, zm. 29 kwietnia 2008 w Manassas) – amerykański piłkarz pochodzenia angielskiego, grający na pozycji pomocnika, trener piłkarski, jednokrotny reprezentant USA.
Gordon Bradley jest w USA uważany za jednego z najlepszych amerykańskich trenerów wszech czasów. Karierę trenerską rozpoczął w 1963 roku, jeszcze przed ukończeniem 30 lat, jednak największe sukcesy świętował ze słynnym w latach 70. Cosmosem Nowy Jork. Karierę trenerską zakończył w 2000 roku, prowadząc uniwersytecki zespół George Mason University.
Gordon Bradley jest członkiem amerykańskiej galerii sław piłki nożnej National Soccer Hall of Fame.

## Kariera piłkarska
Gordon Bradley będąc piłkarzem nie odnosił zbyt wiele sukcesów. Karierę rozpoczął w 1950 roku, w juniorach Sunderlandu. Pierwszym profesjonalnym klubem w karierze Bradleya był Bradford Park Avenue, potem przeniósł się do Carlisle United, który był ostatnim klubem angielskim w karierze Bradleya.
Następnie Bradley wyemigrował wraz ze swoją rodziną za ocean, gdzie nie tylko kontynuował swoją karierę piłkarską, ale nawet dostał obywatelstwo amerykańskie. Jednak karierę piłkarską wznowił w Kanadzie w 1963 roku w występującej w ECPSL Toronto Roma. Następnymi zespołami w jego karierze były: Toronto City (ECPSL), New York Generals (NPSL) oraz zespoły występujące w NASL Baltimore Bays i New York Cosmos, gdzie był również grającym trenerem i w 1972 zdobył mistrzostwo NASL. Karierę piłkarską Bradley zakończył w 1975 roku.
Dnia 15 listopada 1973 roku, w wieku 40 lat, Gordon Bradley zaliczył swój jedyny występ w reprezentacji USA w przegranym meczu (0:2) z reprezentacją Izraela.

## Kariera trenerska
Gordon Bradley karierę trenerską rozpoczął w 1964 roku, w występującej w lidze GASL New York Ukrainians, potem był asystentem trenera w New York Generals występującej w NASL. Następnie prowadził uniwersytecki zespół St. Bernard's School. W NASL w roli trenera głównego zadebiutował w 1971 roku, prowadząc New York Cosmos.
W 1971 roku wraz z założeniem klubu New York Cosmos został grającym trenerem zespołu, z którym zdobył w 1972 roku, ligę NASL. Po nieudanych sezonach 1974 i 1975, ustąpił on miejsca Kenowi Furphy’emu. Bradley wrócił do Cosmosu w sezonie 1977 i wygrał z nim ligę NASL
W październiku 1973 roku, zastąpił on Gene’a Chyzowycha na stanowisku selekcjonera reprezentacji USA, który wcześniej wskazał właśnie Bradleya na jego idealnego następcę na tym stanowisku. Bradley prowadził Amerykanów w sześciu meczach, które wszystkie niestety kończyły się porażką Jankesów.
W 1985 roku mieszczący się w Fairfax George Mason University zaangażował Bradleya w prowadzenie ich męskiej drużyny piłkarskiej. Był trenerem zespołu do 2000 roku. Prowadził zespół w 331 meczach (183 zwycięstwa-113 remisów-35 porażek). W maju 2006 roku, Bradley dołączył do tamtejszej galerii sław.

## Telewizja
Gordon Bradley miał za sobą również występy w telewizji jako komentator sportowy. Komentował mecze zespołu MLS, D.C. United.
W 1996 Bradley dołączył do amerykańskiej galerii sław piłki nożnej (National Soccer Hall of Fame).

## Śmierć
Bradley zmarł 29 kwietnia 2008 roku w Manassas, w wieku 74 lat. Od wielu lat cierpiał na chorbę Alzheimera.